# Messor alexandri
Messor alexandri är en myrart som beskrevs av Tohme 1981. Messor alexandri ingår i släktet Messor och familjen myror. Inga underarter finns listade i Catalogue of Life.